# Ільмарінен

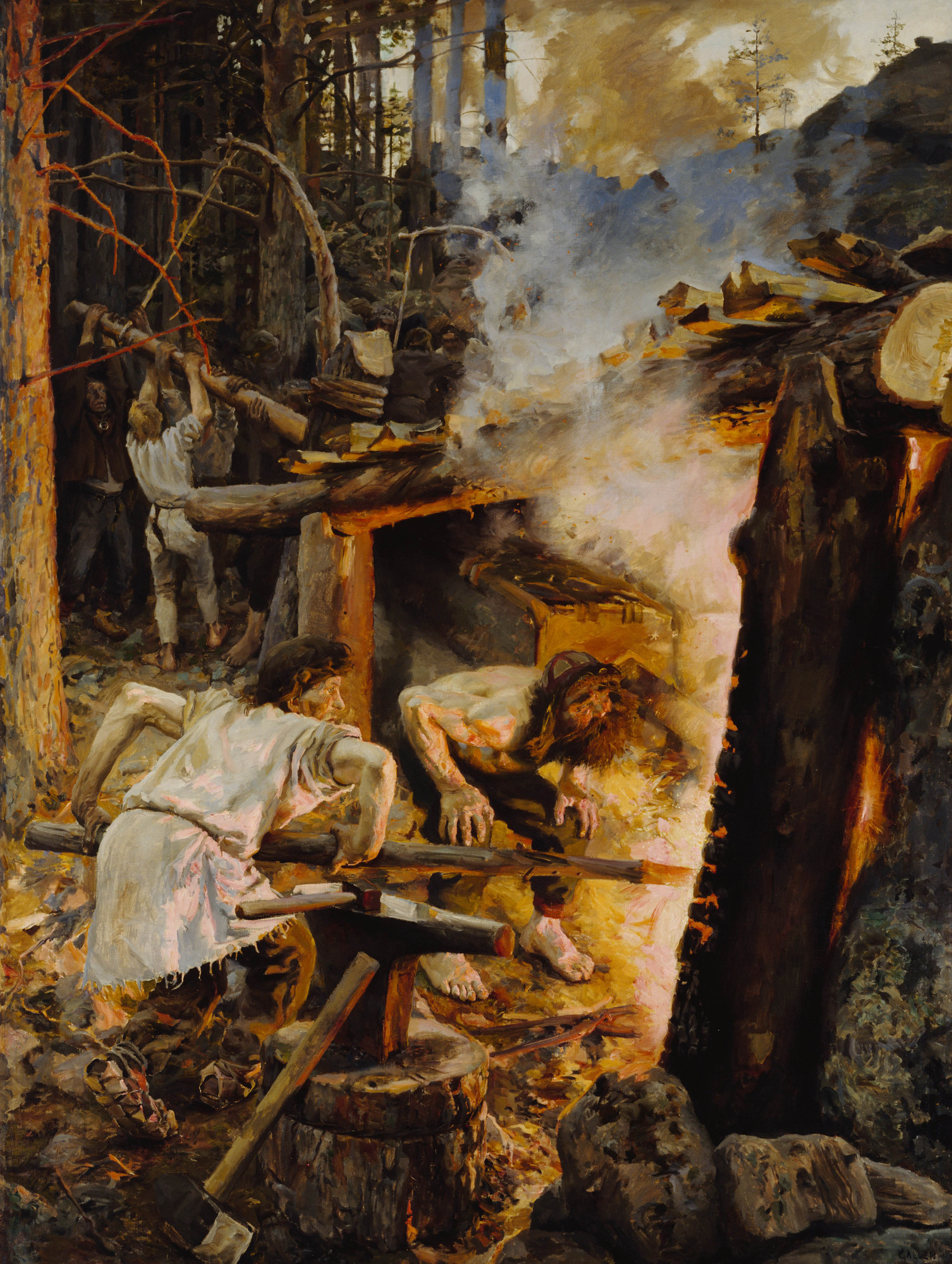
А. Галлен-Каллела «Створення Сампо»

Ільмарінен (фін. Ilmarinen, Ilmerainen) — один із трьох найбільших божеств фінської міфології, герой фінського епосу.
Разом із братом Вейнемейненом, створив вогонь на небі, іскра якого впала на Землю і дісталася людям. При цьому іскра, впавши на землю, послужила на користь людям. Легендарний коваль, що видобував залізні руди і переробляв їх. Він же викував млин сампо, який є джерелом щастя й достатку. Народні пісні, присвячені його подвигам — Tulen Synty (народження вогню), Rauwan Synty (поява заліза).

## Уривок з Калевали
«З чорних вод, із драговини
Витяг він руду заліза
І на кузню враз доставив
Прямо в горн до Ільмарінен».